# Personaggi di Dragon Age: Inquisition
Questa è la lista dei personaggi di Dragon Age: Inquisition, videogioco sviluppato da BioWare e pubblicato da Electronic Arts nel 2014.

I personaggi giocabili di Inquisition; da sinistra a destra: Cole, Blackwall, Cassandra, Varric, Vivienne, l'Inquisitore, il Toro di Ferro, Dorian, Solas, Sera.

## Personaggi giocabili

### L'Inquisitore
Il personaggio principale di Dragon Age: Inquisition è, come nei precedenti capitoli, plasmabile sia nell'aspetto che nel carattere a piacimento del giocatore, che ha a sua disposizione come scelta della razza quattro opzioni: umano, elfo, nano o qunari (razza mai resa prima disponibile per il protagonista nella serie). Le classi, invece, sono le classiche tre dei precedenti capitoli: guerriero, ladro o mago. Sono disponibili quattro set di voci, divisi tra due maschili e due femminili e accento (britannico, dal tono più leggero, o statunitense, dal tono più grosso).
A seconda della razza e della classe, l'origine del personaggio cambia; vi sono in tutto sei possibilità:
- Nobile, umano (Trevelyan)
- Mago nobile, umano (Trevelyan)
- Cacciatore dalish, elfo (Lavellan)
- Apprendista dalish, elfo (Lavellan)
- Guerriero, nano (Cadash)
- Mercenario Vashoth, qunari (Adaar)

Si viene mandati come spia, mercenario o ospite al Conclave della Chiesa organizzato da Madre Justinia V per trovare un accordo tra maghi e templari e cessare le ostilità tra le due parti, ma proprio nel momento in cui si apre un varco nel cielo e i demoni cominciano a fuoriuscire dall'Oblio, il Conclave salta in aria e il protagonista rimane apparentemente l'unico sopravvissuto. Prima di essere catturato dalle guardie dell'Inquisizione, viene visto uscire da un varco dell'Oblio e cadere a terra incosciente, con uno strano simbolo luminoso nella mano sinistra. Interrogato da Cassandra Pentaghast e in seguito portato davanti al varco, egli lo chiude grazie al suo simbolo, e la gente comincia a chiamarlo Araldo di Andraste. Successivamente gli verrà offerto il posto di Inquisitore, a capo dell'Inquisizione che si occuperà di chiudere tutti gli altri varchi presenti nel Thedas e di scoprire da cosa sono causati.
L'Inquisitore possiede due versioni di doppiaggio, quello americano e inglese e si può scegliere quale delle due. Alix Wilton Regan (versione femminile inglese), Sumalee Montano (versione femminile americana), Harry Hadden-Paton (versione maschile inglese), Jon Curry (versione maschile americana).

### Cassandra Pentaghast
Cercatrice della Chiesa e "mano destra" della Divina Justinia V. Compare per la prima volta in Dragon Age II, dove ascolta il racconto di Varric sul Campione di Kirkwall.
In Inquisition, è formalmente a capo dell'Inquisizione con Leliana, Cullen e Josephine. Interroga il futuro Inquisitore quando fuoriesce da un varco dell'Oblio dopo essersi salvato dall'esplosione al Conclave della Chiesa, e successivamente lo aiuta a raggiungere il varco apertosi nella zona e lo assiste mentre questi lo chiude. Seguendo le ultime volontà della a lei affezionata Madre Justinia, rifonda ufficialmente l'Inquisizione per portare ordine in un Thedas invaso dai demoni dell'Oblio e devastato dalla guerra tra maghi e templari. È doppiata da Miranda Raison e da Colleen Clinkenbeard nel film d'animazione Dragon Age: Dawn of the Seeker.
Un Inquisitore maschio di qualunque razza può intrattenere una relazione con lei.

### Varric Tethras
Già apparso in Dragon Age II, Varric è un nano estremamente abile nell'uso della sua balestra, a cui è estremamente legato e che ha chiamato Bianca. Quando non combatte, si intrattiene scrivendo libri o giocando a Grazia Malevola, celebre gioco di carte nel mondo del Thedas. Come nel precedente capitolo della serie, il personaggio è doppiato da Brian Bloom.

### Solas
Un elfo eretico dal passato misterioso. Incontrato per la prima volta durante la prima missione per chiudere il varco al Conclave, si unisce subito all'Inquisizione, senza dare motivi particolari a parte il voler partecipare in prima persona a una missione così importante per la salvezza del Thedas. E' doppiato da Gareth David-Lloyd.
Un Inquisitore femmina di razza elfica può intrattenere una relazione con lui.

### Vivienne
Prima incantatrice dell'Imperatrice Celene di Orlais, chiamata "Madame de Fer" per il suo piglio deciso e superbo. Leader dei maghi lealisti e vicina alle posizioni conservatrici della Chiesa, è nota come una delle più scaltre conoscitrici del Grande Gioco, la rete di trame, spie e assassinii che animano la vita politica e sociale di Orlais. Ambiziosa, determinata, dal gusto e fascino raffinati, non approva la ribellione guidata da Fiona, che ha fatto sprofondare, a suo giudizio, il Thedas nel caos. Contatterà personalmente l'Inquisitore per entrare a far parte dell'organizzazione, sfruttando il prestigio sociale del suo amante, il duca Bastien de Ghislain. E' doppiata da Indira Varma.

### Toro di Ferro
Spia Qunari di grande imponenza. Possiede delle corna come altri della sua razza, che però assumono la forma di due corna di toro, da cui prende il nome appunto "Toro di Ferro". È il capo di un gruppo di mercenari chiamati "Furie Taurine". I suoi compagni hanno la completa fiducia nei suoi confronti. Si unirà all'Inquisione insieme al suo gruppo per chiudere lo squarcio nel cielo. E' doppiato da Freddie Prinze Jr..
Un inquisitore di qualunque razza e di entrambi i sessi può iniziare una relazione con lui.

### Sera
Elfa molto impulsiva e non ci pensa due volte prima di attaccare un nemico. Non ha peli sulla lingua e dice tutto quello che vuole essendo anche molto volgare. È molto scherzosa e le piace. Ella non pensa al passato ma solo al presente dicendo che bisogna preoccuparsi di quello che si fa al momento piuttosto che ripensare a scelte del passato. Fa parte del gruppo chiamato "Gli amici di Jenny la Rossa". Abile arciera. Si unirà all'inquisizione dopo averla incontrata a Val Royeux. E' doppiata da Robyn Addison.
Un inquisitore femmina di qualunque razza può intraprendere una relazione con lei.

### Gordon Blackwall
Custode Grigio originario dell'Orlais. A differenza degli altri Custodi Grigi, egli preferisce rimanere da solo e svolgere la sua missione in solitario, ovvero, reclutare potenziali membri per l'ordine. Egli deciderà di aiutare l'Inquisizione per chiudere lo squarcio nel cielo. E' doppiato da Alastair Parker.
Un Inquisitore femmina di qualunque razza può intrattenere una relazione con lui.

### Dorian Pavus
Erede della nobile casata Pavus dell'Impero Tevinter, le sue notevoli qualità di mago, unite ad uno spirito vivo e ad un grande carisma, gli potrebbero assicurare una rapida e prestigiosa ascesa nella magocrazia vigente nell'Impero. La corruzione e il tradimento che imperano nella sua amata terra natale, insieme a sofferti dissidi familiari, gli fanno però prendere la decisione di lasciarsi ogni cosa alle spalle e lottare per la redenzione del Tevinter, dissociandosi così dai piani folli del suo mentore, Alexius, e alleandosi per questo con l'Inquisizione. E' doppiato da Ramon Tikaram.
Un Inquisitore maschio di qualunque razza può avere una storia d'amore con lui.

### Cole
Già protagonista del romanzo Asunder, Cole è uno strano ragazzo con l'insolita capacità di percepire il dolore delle persone; questo perché in passato era uno Spirito della Compassione proveniente dell'Oblio, che attirato dalla sofferenza di un ragazzo morente si unì a lui e ne prese, involontariamente, il corpo. E' doppiato da James Norton. 

## Antagonisti

### Corypheus
Un prole oscura dotato di incredibili poteri magici e responsabile di aver aperto lo squarcio nel Velo. Con il proseguire della trama si rivelerà essere uno degli antichi Magister che, nell'antichità, hanno cercato di invadere la Città d'oro dimora del Creatore. Già antagonista del DLC Legacy di Dragon Age II, lo si credeva ucciso dal Campione di Kirkwall Hawke. È il principale antagonista di Dragon Age: Inquisition.
Corypheus essendo uno dei primi Prole Oscura è completamente corrotto e il suo corpo non possiede più un aspetto umano, tranne il viso. È molto più alto dei normali esseri umani e perfino dei Qunari. Possiede delle braccia molto sottili con dita molto lunghe. Il suo petto è completamente corrotto e aperto e le sue gambe sono coperte da una tunica. È senza dubbio uno degli antagonisti più forti di tutta la saga di Dragon Age nonché uno dei più importanti. Considera tutti inferiori e non si ferma davanti a niente pur di raggiungere il suo obiettivo. Ancora prima di essere diventato un Dio vuole essere considerato una divinità. Essendo un mago del Tevinter possiede una grande conoscenza della magia, tuttavia inferiore rispetto agli antichi elfi e infatti tenta in ogni modo di trovare il pozzo del dolore. Dai suoi seguaci viene soprannominato "L'Antico".
Corypheus nasce duemila anni prima dell'inizio di Dragon Age: Origins dove all'epoca era chiamato con il suo vero nome, Sethius Amladaris, facente parte di una ricca famiglia di magister nel Tevinter ed era il sacerdote di Dumat. Insieme ad altri sei venerava dei draghi considerandoli come Dei. Corypheus ideò di giungere nella città d'oro del creatore insieme ai suoi sei colleghi attraverso la Magia del Sangue. Insieme i sette giunsero nell'oblio per giungere nella città. Secondo la chiesa essi macchiarono la città di corruzione e il Creatore li rispedì sulla terra sotto forma di Prole Oscura. I sette maghi divennero le prime Prole Oscura e ognuno di essi assunse diversi nomi. I sette poco a poco cominciarono a corrompere altri esseri viventi espandendo la corruzione e la Prole Oscura. Corypheus con la sua corruzione trasformò anche il drago Dumat in una creatura corrotta facendola diventare il primo Arcidemone e dando origine al Primo Flagello. Durante il flagello Corypheus venne imprigionato in una prigione costruita dai nani ma sotto la tutela dei Custodi Grigi nelle montagne di Vimmark. Anni prima dell'inizio di Dragon Age: Origins Malcom Hawke (padre del protagonista di Dragon Age II) aiuta i custodi grigi a rinforzare il sigillo di contenimento di Corypheus attraverso il suo sangue.
Nel DLC Legacy di Dragon Age II il sigillo che teneva imprigionato Corypheus cominciò a cedere, e di conseguenza il suo potere si espanse anche all'esterno dove riuscì a sottomettere col il potere della mente dei nani del karta. Inviò i suoi seguaci a dare la caccia ai familiari di Malcom. Il figlio di Malcom, Hawke, giunse nella prigione insieme ai suoi compagni dove incontrò l'ex comandante dei custodi grigi, Larius, e Janeka. Larius chiese a Hawke di uccidere Corypheus mentre Janeka gli chiese di aiutarlo a controllarlo. Indipendentemente dalle scelte, Hawke attraverso il suo sangue liberò Corypheus dalla sua prigione ed iniziò a combattere contro di lui e ad ucciderlo.
Quando Hawke e i suoi compagni lasciarono la prigione, Corypheus rinacque attraverso il corpo di Larius o Janeka in base alle scelte compiute perché egli possedeva le stesse abilità di un Arcidemone, ovvero, poteva trasferire la sua corruzione nel corpo corrotto più vicino. Una volta rinato si rese conto nel periodo in cui si era svegliato e giunse alla conclusione che il Creatore e gli antichi dei non esistevano, così decise di attuare un piano di conquista su tutto il Thedas dove avrebbe fatto rinascere l'antico Impero Tevinter dove lui sarebbe diventato l'unica divinità esistente e sovrano di tutto il continente.
Mentre si trovava nel corpo del custode grigio, Larius o Janeka, egli venne contattato dalla nana Bianca dove ella gli rivelò l'esistenza del lyrium rosso. Corypheus, affascinato da tale oggetto, cominciò a studiarlo e decise di usarlo come arma. Corypheus trasformò un drago nel suo contenitore per la rigenerazione eterna e lo rese più forte attraverso il lyrium rosso, inserendo tale sostanza anche al suo interno. Il potere di Corypheus crebbe a tal punto che riuscì ad assoggettare i demoni presenti nell'oblio rendendoli suoi servitori, inoltre strinse un patto di mutua collaborazione con un Demone della Paura. Corypheus riuscì a portare dalla sua parte un magister di nome Livius Erimund e questi riuscì a convincere il comandante dei custodi grigi Clarel a legare i Custodi Grigi con i demoni. Una volta legati,  il demone della paura creò un falso richiamo che convinse tutti i custodi grigi a sottostare a Corypheus ed a legarsi ai demoni. Così facendo Livius ingannò i custodi grigi, dicendo loro che intendeva inviarli con i propri demoni nelle Vie Profonde per uccidere tutti i rimanenti Arcidemoni non ancora risvegliati per impedire la nascita di altri Flagelli.
Corypheus riuscì a reclutare anche un gruppo di maghi del Tevinter convinti che egli potesse divenire il nuovo dio. Tali maghi vennero chiamati venatori. Con la guerra scoppiata tra maghi e templari, quest'ultimi, ormai separati dalla chiesa, vennero ingannati da Corypheus e con la complicità di un demone dell'invidia, che aveva assunto le sembianze del primo cercatore Lucius, Comandante dei templari, fece assimilare loro il lyrium rosso, trasformandoli templari rossi. Essi subirono mutazioni mostruose diventando mostri.
Corypheus venne aiutato inconsciamente da Fen'Harel, l'antica divinità elfica che fece in modo che Corypheus trovasse un antico manufatto elfico chiamato "Il Globo". Fen'Harel ideò tale piano per risvegliare il potere del manufatto dato che era ancora troppo debole per farlo lui stesso, così decise di utilizzare Corypheus per risvegliarlo credendo che una volta risvegliato, il potere del manufatto avrebbe ucciso l'antico magister.
Corypheus ottenne la sfera e decise di recarsi al Tempio delle Sacre Ceneri, dove la Divinia Justinia stava tentando di fare da intermediario per porre fine alla guerra tra maghi e templari. Corypheus, con l'aiuto di alcuni custodi grigi, catturò Justinia e utilizzò il suo sangue per attivare il globo, con l'intento di usarlo per ritornare nell'oblio e raggiungere nuovamente la città d'oro per diventare il nuovo Dio. Tuttavia sul luogo giunse il futuro inquisitore (protagonista di Dragon Age: Inquisition) che bloccò il rituale e prese in mano il globo acquisendo il potere del manufatto. Tale cosa creò un'enorme esplosione, la quale aprì uno squarcio nel cielo che aprì un varco tra il mondo dei mortali e l'oblio. Nel Ferelden e nell'Orlais si aprirono altri squarci dove i demoni cominciarono ad invadere il regno dei mortali. Corypheus, tuttavia, riuscì a fuggire dall'esplosione.
Dopo tale azione il futuro inquisitore venne eletto l'Araldo di Andraste e Cassandra Pentaghast riformò l'Inquisizione. Se l'Araldo recluta i maghi nell'inquisizione, Corypheus insieme a Samson guiderà un esercito di templari rossi contro Haven la base dell'inquisizione; se l'Araldo recluta i templari, Corypheus insieme a Calpernia guiderà un esercito di venatori contro Haven. Corypheus scende sul campo di battaglia, accompagnato dal suo drago di lyrium rosso, dove incontra l'Araldo accusandolo di essere un ladro e di aver fermato il suo piano. L'Araldo grazie, ad uno stratagemma riesce a fuggire.
Dopo tale avvenimento,  l'Araldo venne nominato Inquisitore. Nel frattempo, Corypheus tentò di neutralizzare l'impero di Orlais. Assoldò la sorella del duca Gasparde, Florianne per uccidere l'imperatrice Celene e incolpare il fratello Gaspard per l'assassinio, così facendo Orlais sarebbe rimasta senza un regnante e Corypheus avrebbe potuto conquistarla. Il suo piano venne sventato dall'Inquisitore. Quest'ultimo con l'aiuto di Hawke e di un custode grigio (che in base alle scelte nei giochi precedenti può essere Alistair, Stroud o Loghain) si recò nella fortezza di Adamant con l'esercito dell'inquisizione per fermare i custodi grigi assoggettati da Corypheus. L'inquisitore, Hawke e il custode grigio Alistair/Stroud/Loghain entrarono fisicamente nell'oblio dove uccisero il Demone della Paura, tuttavia o Hawke o il custode grigio Alistair/Stroud/Loghain si sacrificò per far fuggire l'Inquisitore con l'altro. Indipendentemente dalle scelte, l'inquisitore fuggì e liberò i custodi grigi. Successivamente Corypheus decise di non perdere tempo e si recò nelle Selve Arbore per cercare il Pozzo del Dolore per acquisire tutta la conoscenza della magia per entrare nell'oblio. Il suo piano viene sventato dall'Inquisitore e da Morrigan e uno dei due, in base alle scelte, beve dal pozzo legandosi alla divinità Mythal. Corypheus si reca sul luogo e tenta di ucciderli ma fuggono attraverso un Eluvian.
Corypheus ormai infuriato si scaglia contro l'inquisitore raggiungendo Skyhold ma viene fermato poco prima dove ingaggia una furente battaglia contro l'Inquisitore e i suoi compagni. Morrigan inizia a combattere contro il suo drago di lyrium rosso venendo sconfitta. Il drago viene sconfitto dall'Inquisitore e alla fine pure Corypheus. L'Inquisitore chiude il varco aperto nuovamente dall'antico magister e attraverso il globo esilia per sempre Corypheus nell'oblio distruggendo il manufatto.
Nel futuro alternativo, quando l'inquisitore si reca a Redcliffe per reclutare i maghi, essi sono comandati dal magister Alexius e con un manufatto antico scaglia nel futuro l'Inquisitore e Dorian. I due si accorgono che sono stati mandati nel futuro di un anno e scoprono che Corypheus è riuscito nel suo piano. Lo squarcio nel cielo è più grande e inghiotte ogni cosa, l'intero Thedas è succube dei demoni e l'imperatrice Celene è stata uccisa. L'inquisitore e Dorian tuttavia riescono a tornare nel passato. Con la sconfitta di Corypheus tale futuro non esiste più.

### Drago Lyrium Rosso
È un Alto Drago corrotto dal Lyrium Rosso ed è il servitore personale di Corypheus. Il Drago è il "contenitore" del potere di Corypheus che gli permette di rigenerarsi a volontà. In poche parole, se il Drago è vivo Corypheus può rigenerarsi all'infinito se per caso viene ucciso. Se il drago viene ucciso Corypheus non può più rigenerarsi e può essere ucciso.

### Demoni
Con l'esplosione del tempio delle sacre ceneri si apre uno squarcio nel cielo e tanti piccoli squarci che collegano il mondo dei mortali a quello dei demoni. Da essi fuoriescono demoni che hanno intenzione di invadere il mondo mortale. Corypheus con la sua arma elfica è in grado di controllare le menti dei demoni, così facendo essi diventano l'esercito del magister.

### Calpernia
Calpernia era una maga schiava al servizio di un magister del Tevinter. Se si sceglierà di supportare i templari, ella sarà il comandante delle forze di Corypheus durante l'assalto a Haven. La si rincontra poco prima dello scontro finale con Corypheus, e si ha la possibilità di farle aprire agli occhi davanti allo sfruttamento e agli inganni ai suoi danni da parte del malvagio essere o ucciderla definitivamente.

### Samson
Samson è un ex templare già conosciuto in Dragon Age II. Se l'Inquisizione decide di reclutare i maghi egli sarà il comandante delle forze di Corypheus durante l'assalto di Haven. Successivamente prenderà il comando dei Templari Rossi. Indossa un'armatura definita indistruttibile, se si effettuerà la missione personale per Cullen si otterrà una runa in grado di spezzare la difesa perfetta di Samson.

### Livius Erimond
Erimond è un mago Magister dell'Impero Tevinter messosi al servizio di Corypheus nonché agente dei Venatori. Convincerà il comandante dei Custodi Grigi dell'Orlais a sottomettersi a Corypheus facendogli credere che così facendo avrebbero fermato per sempre i Flagelli.

## Altri personaggi

### Leliana
Già apparsa in Dragon Age: Origins come personaggio principale e in Dragon Age II come personaggio secondario, in Inquisition fa parte dell'entourage di consiglieri dell'Inquisitore insieme a Cullen e Josephine in qualità di capospia.

### Cullen Rutherford
Già apparso in Dragon Age: Origins e in Dragon Age II. Cullen ha assistito alla distruzione del circolo durante il quinto flagello per mano di Uldred per poi essere salvato dal Custode (protagonista di Dragon Age: Origins). Successivamente si reca a Kirkwall dove diventa il capitano Templari della città. Dopo gli eventi avvenuti nella città di Kirkwall si mette al servizio dell'Inquisizione come comandante dell'esercito. Fa parte dell'entourage di consiglieri dell'Inquisitore insieme a Leliana e Josephine. Un inquisitore femminile di razza umana o elfo può intraprendere una relazione con lui.

### Josephine Montilyet
Ambasciatrice antiviana per l'Inquisizione, fa parte dell'entourage di consiglieri dell'Inquisitore insieme a Leliana e Cullen, e si occupa delle questioni più burocratiche. Un inquisitore di entrambi i sessi e di qualunque razza può intraprendere una relazione con lei.

### Morrigan
Già apparsa in Dragon Age: Origins come una dei personaggi principali. La si incontra al Palazzo d'Inverno nell'Orlais dove si scopre che ella è diventata la prima incantatrice dell'imperatrice Celene. Successivamente si unirà all'inquisitore per aiutarlo a sconfiggere Corypheus.

### Alistair
Già apparso in Dragon Age: Origins come uno dei personaggi principali e in Dragon Age II come personaggio secondario. In base alle scelte compiute nei capitoli precedenti il suo ruolo cambierà. Se rimane nei Custodi Grigi egli aiuterà l'inquisitore nella lotta contro Corypheus, se invece è diventato Re, egli chiederà aiuto all'inquisitore per risolvere i problemi politici con Orlais.

### Hawke
Protagonista di Dragon Age II. È il Campione di Kirkwall e dopo gli eventi del precedente capitolo scompare misteriosamente. Dopo aver scoperto che Corypheus è il responsabile dell'apertura del varco, Varric si presenta di fronte all'inquisitore dicendo che lui conosce una persona che in passato ha già affrontato tale nemico. Hawke si presenta a Skyhold e aiuta l'Inquisitore a fermare Corypheus.

### Loghain Mac Tir
Già apparso in Dragon Age: Origins come secondo antagonista e possibile personaggio principale. In base alle scelte compiute nei capitoli precedenti egli comparirà nel gioco. Se in Origins si ha deciso di risparmiarlo ed è diventato un Custode Grigio, egli aiuterà l'inquisitore nella lotta contro Corypheus.

### Stroud
Già apparso in Dragon Age II. In base alle scelte dei capitoli precedenti, egli comparirà nel gioco. Capitano dei Custodi Grigi. Verrà contattato da Hawke per aiutare l'inquisitore nella lotta contro Corypheus.

### Flemeth
Flemeth è già apparsa in Dragon Age: Origins e Dragon Age II. Strega delle Selve Korkari e madre di Morrigan. Come sempre ella offre l'aiuto al protagonista per combattere Corypheus per motivi sconosciuti e si scoprirà che lei in realtà è una figura molto più misteriosa conosciuta anche con un altro nome.

### Imperatrice Celene Valmont I
Imperatrice dell'Orlais. Egli inviterà l'Inquisitore a un banchetto organizzato per fermare la guerra civile che sta accadendo nell'Orlais. Durante il banchetto la regina è il bersaglio di alcuni assassini, se si deciderà di salvarla, Celene appoggerà l'Inquisitore nella lotta contro Corypheus.

### Dagna
Già apparsa in Dragon Age: Origins come personaggio minore. Ella dopo aver lasciato Orzammar diventa un arcanista e viene reclutata dal protagonista come arcanista dell'inquisizione. Ella darà la possibilità di creare rune. Se non s'inizia una relazione con Sera, nel DLC Trespasser si scopre che Dagna ha iniziato una relazione con Sera.

### Lace Harding
Nana senzacasta reclutata nell'inquisizione. Ella è il luogotenente delle truppe ed esploratrice. Ogni volta che ci si reca in una zona nuova lei sarà la prima a dare il benvenuto al protagonista e ai membri del gruppo e inoltre sarà lei a informare l'inquisitore sulla situazione di ogni zona. Nonostante non sia un'opzione per iniziare una storia romantica si può lo stesso flirtare con lei. Infatti ella dirà che proverà dei sentimenti per il protagonista e che dopo la sconfitta di Corypheus ci avrebbe pensato. Nel DLC Intruso se non si è iniziata nessuna relazione con nessun membro del gruppo, durante una conversazione con Vivienne si scoprirà che l'inquisitore e Harding hanno iniziato una relazione amorosa.

### Charter
Elfa reclutata nell'inquisizione. È un membro delle spie di Leliana. Dopo la conquista del forte Caer Bronach vicino al villaggio di Crestwood, lei diventerà la comandante di tale fortezza. È stata lei a reclutare Lace Harding nell'inquisizione.

### Kieran
Figlio di Morrigan. In base alle scelte compiute in Dragon Age: Origins Kieran può esistere o no. Se Il Custode (protagonista di Dragon Age: Origins), o Alistair o Loghain effettuano il rituale di Morrigan trascorrendo la notte con lei nascerà Kieran con l'anima dell'arcidemone Urthumiel. Se il padre è Il Custode può essere un mezzo elfo o un mezzo nano, tuttavia il suo aspetto risulterà sempre simile alla razza umana.

### Comandante Clarel
Clarel è il comandante dei Custodi Grigi dell'Orlais. Donna fiera e abile maga. È lei che ha reclutato Stroud tra i Custodi Grigi. Viene imbrogliata da Livius facendo sottomettere i Custodi Grigi a Corypheus credendo che così facendo avrebbe fermato i Flagelli per le generazioni future. Grazie all'inquisitore si rende conto dell'imbroglio e cerca di rimediare al suo sbaglio ma viene uccisa dal Drago Lyrium Rosso di Corypheus.

### Divina Justinia V
Divina della Chiesa di Andraste nonché la persona più importante della chiesa. Appare la prima volta in Dragon Age: Origins nel DLC Il Canto di Leliana dove qui era ancora giovane ed era conosciuta con il suo vero nome, Dorothea, ed era una semplice sacerdotessa. Accoglie Leliana nella sua chiesa e l'aiuta ad affrontare Marjolaine ed iniziare una nuova vita. Dopo tale incontro Leliana e Dorothea diventano grandi amiche, finché alla fine Dorothea divenne la nuova Divina e Leliana il suo braccio sinistro mentre Cassandra Phentagast il suo braccio destro. Decide di intervenire come mediatore nella guerra tra maghi e templari al Tempio delle Sacre Ceneri ma viene uccisa da Corypheus. Tuttavia il suo spirito riesce a sopravvivere e si rifugia nell'Oblio dove salva l'inquisitore (protagonista di Dragon Age: Inquisition) facendolo ritornare nel mondo dei mortali.

### Valta
Nana nonché modellatore di Orzammar. Viene inviata insieme a Renn e un gruppo della Legione dei Morti a riconquistare un Thaig nel Ferelden. Appare solamente nel DLC "La Discesa" e insieme a Renn accompagna l'Inquisitore e il suo gruppo nelle Vie Profonde a risolvere il mistero dell'antico thaing.

### Renn
Capo veterano di un piccolo gruppo della Legione dei Morti. Viene inviato insieme a Valta e al suo gruppo a riconquistare un thaig nel Ferelden. Appare solamente nel DLC "La Discesa" e insieme a Valta accompagna l'Inquisitore e il suo gruppo nelle Vie Profonde a risolvere il mistero dell'antico thaing.

### Svarah "Chioma Solare" Janesdotten
Leader della tribù Avvar del villaggio Roccia Ursina nella Conca Gelida. Appare solamente nel DLC "Le Fauci di Hakkon" dove supporterà l'inquisitore nella lotta contro un'altra tribù di avvar chiamati Fauci di Hakkon per impedire loro il risveglio del loro antico Dio-drago, ovvero, Hakkon. Una volta sventata la minaccia nominerà l'Inquisitore membro della sua tribù e gli conferirà il soprannome di "Inquisitore Primo Disgelo".

## Curiosità
- In questo capitolo per la prima volta due protagonisti della saga si sono incontrati e aiutati a vicenda per un obiettivo comune. Infatti Hawke, protagonista di Dragon Age II, si è incontrato con l'Inquisitore, protagonista di Dragon Age: Inquisition, per sconfiggere il loro nemico comune, ovvero, Corypheus.